# Дагвин Лувсаншарав
Дагвин Лувсаншарав (монг. Дагвын Лувсаншарав; 1 июня 1927, Хэнтий, Баянхутаг — 12 мая 2014) — монгольский композитор, дирижёр, хормейстер. Герой Труда Монголии (2000). Народный артист МНР (1981). Лауреат Государственной премии Монголии (1963). Основатель Монгольского музыкального театра.

## Биография
Работал с шестилетнего возраста. В 1938 году — учитель, позже работал помощником на строительстве дорог в аймаке Хэнтий. В 1942 году — актёр, музыкант и режиссёр рабочего театра. С 1945 по 1949 год выступал как актёр и певец в Государственном музыкальном театре. С 1949 по 1952 год — организатор и руководитель хора в Государственном музыкально-драматическом театре. Успешно выступал с хором на Всемирных студенческих играх.
С 1954 по 1959 год обучался хоровому дирижированию в Московской консерватории. С 1960 по 1963 год работал преподавателем хора в Государственном музыкально-драматическом театре. С 1963 по 1975 год был художественным руководителем Государственного театра оперы и балета. С 1975 года — художественный руководитель Государственного ансамбля народной песни и пляски. Ушёл на пенсию, и продолжил работать консультантом.

## Награды
- Заслуженный артист Монгольской Народной Республики (1951).
- Государственная премия Монголии (1963).
- Народный артист Монголии (1981).
- Герой Труда Монголии (2000).
- Орден Сухэ-Батора (дважды)
- Орден Полярной звезды (Монголия)
- Ордена и медали Монголии.
- Почетный гражданин Улан-Батора (2013)

## Творчество
Композитор. Автор опер, балетов, более 10 мюзиклов, музыки к около 20 документальным и художественным фильмам. На его счету более 400 популярных песен и романсов.

## Избранные музыкальные сочинения
Оперы
- «Хан бүргэд» 1966
- «Нудрага Доржоо» 1975
- «Шивээ Хиагт» 1971
- «Ард Аюуш» 1984
- «Нүцгэн ноён» 1985
- «Хадам ээж»
- «Хожгор түшмэл» 1990

Балеты
- «Нарны домог» 1987
- «Сарны наадам» 1991
- «Бөртө чоно» 1995

Музыка кино, саундтреки
- «Баясгалан» 1962
- «Аман хуур» 1963
- «Төөрсөөр төрөлдөө» 1968
- «Өглөө» 1968
- «Тэмцэл» 1968

- Музыкальные драмы
- «Гайхамшигт лимбэ» 1960
- «Алдагдсан тамга» 1972
- «Маш нууц» 1979
- «Жаргал даахгүйн зовлон» 1987
- «Ногоон дарь эх» 1990